# Gurltia paralysans
Gurltia paralysans ist ein bei Katzen vorkommender Parasit, der in den Venen des Rückenmarks parasitiert und eine chronische Meningomyelitis (Entzündung des Rückenmarks und seiner Häute) mit zunehmender Lähmung der Hinterextremitäten verursacht. Der Parasit war lange nur im Süden Südamerikas präsent, in jüngerer Zeit gab es erste Nachweise auf den Kanaren. Die Art ist der einzige Vertreter der Gattung Gurltia.

## Merkmale
Männchen sind 12 bis 18 mm lang und haben im Kopfbereich eine Dicke von 0,026 bis 0,032 mm und vor der Bursa copulatrix von 0,072 mm. Der Ösophagus ist 0,368–0,0392 mm lang. Die Exkretionspore liegt etwa 0,24 mm hinter dem Kopfende. Halspapillen sind nicht ausgebildet. Die Begattungsorgane der Männchen (Spicula) sind 0,65 bis 0,9 mm lang, von der Seite betrachtet gebogen und haben einen vom Hauptstamm abzweigenden spitzen Seitenast, der von einer Membran umgeben ist. Die Führungsstruktur der Spicula (Gubernaculum) ist 0,062 mm lang und schlank. Die Lappen der Bursa copulatrix sind symmetrisch.
Weibchen sind 20 bis 36 mm lang und sind vor der Vulva 0,082 bis 0,088 mm dick. Der Ösophagus ist 0,444 bis 0,468 mm lang. Die Exkretionspore liegt 0,236 mm hinter dem Vorderende. Die Vulvaöffnung liegt 0,1 mm vor der Schwanzspitze und ihr Hinterrand trägt bei Adulten eine Klappe. Die Uteri vereinigen sich 1,44 mm vor der Vulva zur Vagina. Die Eier in Uterus und Vagina sind 0,04–0,072 × 0,026–0,048 mm groß.

## Lebenszyklus
Die Übertragung ist weitgehend unerforscht. Adulte und Eier lassen sich in den Venes des Subarachnoidalraums im Bereich des Rückenmarks nachweisen. Weder im Kot noch im Blut, in Lungenspülproben oder anderen Körperflüssigkeiten ließen sich bei infizierten Katzen Eier oder Larven finden. Wie bei anderen Metastrongyliden werden Landschnecken als Zwischenwirt und / oder verschiedene Stapelwirte als Überträger vermutet. In einer großen aktuellen Studie konnte im Verbreitungsgebiet des Parasiten in Chile bei 835 bei Schnecken verschiedener Familien weder mit Verdauungsmethode, mit Polymerase-Kettenreaktion noch histopathologisch Larven gefunden werden.